# Pomera
|  | Aquest article tracta sobre el gènere botànic. Si cerqueu l'arbre fruiter, vegeu «pomera comuna». |

La pomera o amb el seu nom científic Malus és un gènere d'arbres i arbusts que floreixen de la família de les rosàcies que conté entre 42 i 55 espècies a més de tota una sèrie d'híbrids de vegades difícils de distingir.
L'espècie més coneguda és la pomera comuna (malus domesticus) amb un gran nombre de varietats, un dels arbres fruiters més cultivat arreu per les pomes. Altres espècies, d'origen de l'Àsia oriental amb fruites molt petites però decoratives són cultivades com a plantes ornamentals com la pomera japònica (Malus floribunda) o la pomera cirerera (Malus baccata) entre d'altres.

## Etimologia
El nom científic prové del llatí mālus que significa arbre fruiter en general i pomera en particular. Com que el llatí no té diacrítics, la paraula és homògraf amb l'adjectiu mǎlus que significa «dolent» el que va conduir a tota una sèrie de malentesos. La paraula és parent amb el grec μηλεα (melea). «Poma», i els seus derivats «pomera» provenen del plural del llatí pomum que significava a l'origen fruita però la significació ja al l'era clàssica va restringir-se a la sola poma. En la iconografia tradicional, «l'arbre del coneixement» del qual es parla en el llibre Gènesi de la Bíblia sempre s'ha pintat com una pomera, de la qual Eva hauria collit la poma fatídica, tot i que al text original només es parla del «del fruit de l'arbre que hi ha al mig del jardí» sense precisar l'espècie.

## Biologia

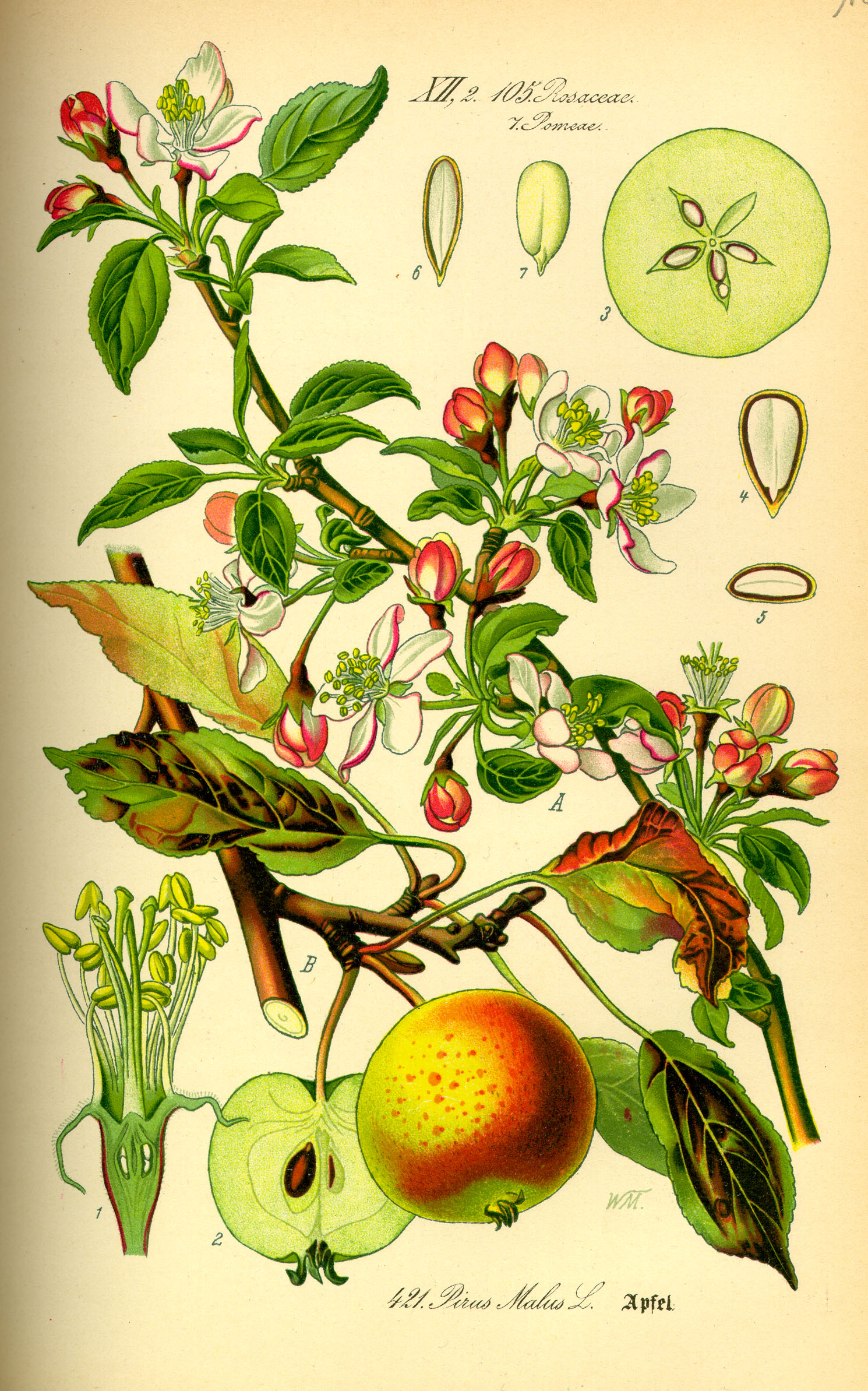
Malus domestica

Són arbres i arbusts caducifolis originaris de l'Àsia central i del Caucas. No floreixen en les zones tropicals, car requereixen acumular major quantitat d'hores de fred (temperatures inferiors a 7 °C.) durant el repòs hivernal. Els conreus de pomeres amb fruites comestibles foren introduïts a la península Ibèrica pels romans.

### Òrgans vegetatius
- Arrel axonomorfa.
- Tija llenyosa (arbre) de ramificació simpòdica
- Fulles en forma ovada amb àpex acuminat, peciolades, divisió del marge serrat, disposició alterna. Amb pilositat (pubescent) a l'envers.

### Òrgans reproductors
Flors hermafrodites en inflorescència racemosa, agrupades en corimbes o raïms simples.
Corol·la dialipètala amb cinc pètals blancs/rosats, calze amb 5 sèpals. Androceu format per dos verticils amb estams centrípets (múltiples) i gineceu d'ovari ínfer en flor epígina.
El fruit és un pom.

### Plagues

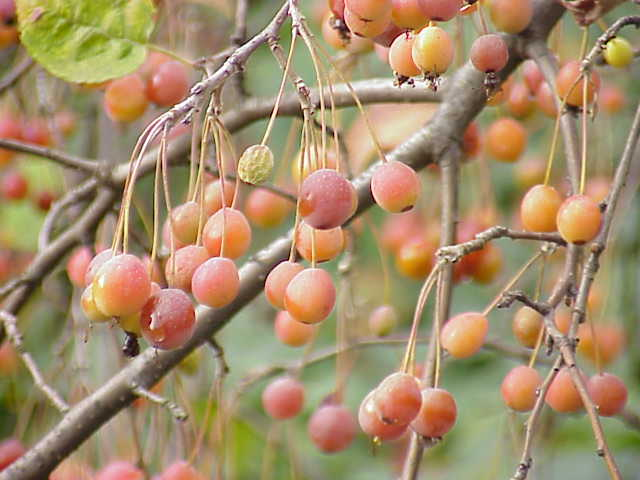
Malus sikkimensis

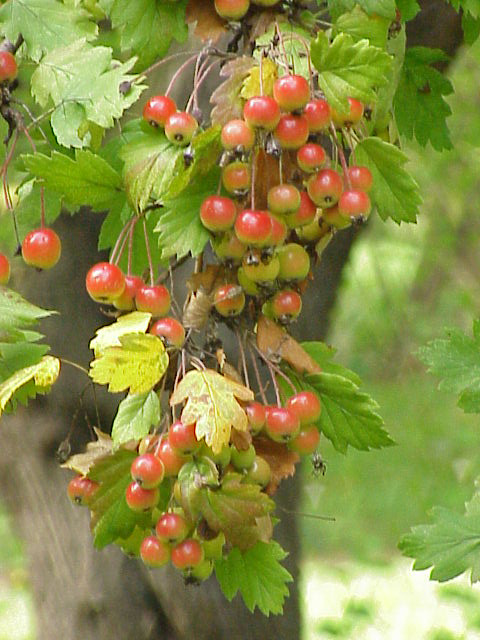
fruites de Malus florentina

Les plagues més temudes són dos corcs:
- Corc de les flors de la pomera, que ataca les flors i redueix la collita
- Corc de les pomes o carpocapsa, que rosega les pomes des de l'interior i que les fa difícils per vendre

## Espècies principals
La cinquantena d'espècies s'ha subdividit en huit seccions:
Chloromeles a Nord-amèrica
- Malus angustifolia (Aiton) Michx.
- Malus asiatica Takenoshin Nakai
- Malus coronaria (L.) Mill.
- Malus ioensis (Alph. Wood) Britton

Docyniopsis a Àsia
- Malus doumeri (Bois) A. Chev.
- Malus leiocalyca S. Z. Huang
- Malus melliana (Hand.-Mazz.) Rehder
- Malus tschonoskii (Maxim.) C. K. Schneid.

Eriologolus
- Malus trilobata (Poir.) C. K. Schneid, a Grècia i Àsia minor

Florentinae
- Malus florentina (Zuccagni) C. K. Schneid.

Gymnomeles
- Malus baccata (L.) Borkh. — pomera de Sibèria, sin. Malus daochengensis C. L. Li, Malus jinxianensis J. Q. Deng & J. Y. Hong, Malus xiaojinensis M. H. Cheng & N. G. Jiang
- Malus halliana (Koehne)
- Malus hupehensis (Pamp.) Rehder
- Malus mandshurica (Maxim.) Kom. ex Skvortsov
- Malus sikkimensis (Wenz.) (Koehne) ex C. K. Schneid.
- Malus spontaneus (Makino)

Malus
- Malus chitralensis (Vassilcz.)
- Malus domestica Borkh. — pomera comuna
- Malus floribunda Siebold ex Van Houtte — pomera japonesa
- Malus muliensis T. C. Ku
- Malus orientalis Uglitzk.
- Malus prunifolia (Willd.) Borkh.
- Malus pumila Mill. — pomera del paradís
- Malus sieversii (Ledeb.) M. Roem.
- Malus spectabilis (Aiton) Borkh.
- Malus sylvestris (L.) Mill. — pomera salvatge
- Malus zhaojiaoensis N. G. Jiang

Sorbomalus
- Malus bhutanica (W?W?Sm), syn. Malus toringoides (Rehder) Hughes
- Malus fusca (Raf.) C. K. Schneid.
- Malus kansuensis (Batalin) C. K. Schneid.
- Malus komarovii (Sarg.) Rehder
- Malus maerkangensis M. H. Cheng et al.
- Malus sargentii Rehder
- Malus toringo (Siebold) Siebold ex de Vriese
- Malus transitoria (Batalin) C. K. Schneid.

Yunnanenses
- Malus honanensis Rehder
- Malus ombrophila Hand.-Mazz.
- Malus prattii (Hemsl.) C. K. Schneid.
- Malus yunnanensis (Franch.) C. K. Schneid.

Sense classificació
- Malus brevipes (Rehder) Rehder
- Malus baoshanensis G. T. Deng
- Malus orthocarpa Lavallée ex anon.